# Alexander Montagu, 10. Earl of Sandwich

Familienwappen der Earls of Sandwich

Alexander Victor Edward Paulet Montagu, 10. Earl of Sandwich (* 22. Mai 1906 in London; † 25. Februar 1995) war ein britischer konservativer Politiker.

## Leben und Karriere
Montagu war der älteste Sohn von George Montagu, 9. Earl of Sandwich, und dessen Frau Alberta Sturges. Seine Schullaufbahn verbrachte er im Eton College und dem Trinity College der University of Cambridge. Nach dem Tode seines Großvaters im Jahre 1916 führte er den Höflichkeitstitel Viscount Hinchingbrooke. Im August 1924 unternahm er, im Alter von 17 Jahren, mit seiner Großmutter Lady Agneta Harriet Yorke, Countess of Sandwich (Tochter von Charles Philip Yorke, 4. Earl of Hardwicke), via Southampton eine Weltreise über San Francisco (September 1924), Honolulu, Peking, Hongkong, Delhi, Kalkutta zurück nach England. Anschließend arbeitete er einige Zeit in der Fabrikhalle eines Ingenieurbüros.
1926 trat er in das 5. (Huntingdonshire) Bataillon des Northamptonshire Infanterie-Regiments der britischen Armee ein, wo er es bis zum Lieutenant brachte. Danach trat er in die Conservative Party ein und wurde von 1932 bis 1934 Privatsekretär des damaligen Lord President of the Council Stanley Baldwin und von 1934 bis 1935 Schatzmeister der Junior Imperial League.

### Parlamentarier
Zu Beginn des Zweiten Weltkrieges war er 1940 nur kurz in Frankreich eingesetzt, um bereits ein Jahr später als Abgeordneten für den Wahlkreis South Dorset, als Nachfolger von Viscount Cranborne, ins House of Commons nachgewählt zu werden.

Montagu, der als Hinch bekannt war – seinem damaligen Höflichkeitstitel entlehnt –, galt als radikaler Hinterbänkler, gründete 1943 das Tory Reform Committee, war dessen Gründungsvorsitzender und blieb für ein Jahr in diesem Amt. Zu dieser Zeit schrieb er die Essays der Tory Reform, eine Antwort auf die Ausrichtung der Partei in Richtung Liberalismus und der Versuch, einen neuen Konservatismus zu finden.
 
Er wurde in den folgenden fünf allgemeinen Wahlen (bis 1962) als Abgeordneter für West Dorset wiedergewählt. Als sein Vater 1962 starb, erbte er die Würde des Earl of Sandwich. Aufgrund der damit verbundenen Mitgliedschaft im House of Lords konnte er nicht im Unterhaus verbleiben. 
Dabei machte er den für seine politische Laufbahn größten Fehler seiner Karriere. Statt den offiziellen Kandidaten der Konservativen Partei in seinem alten Wahlkreis, Angus Maude, zu unterstützen, unterstützte er den Kandidaten der Anti-EG Liga, Sir Piers Debenham. Diese Aufsplitterung der konservativen Wählerschaft führte zur Wahl des Labourkandidaten Guy Barnett.
Um dennoch wieder im Unterhaus mitzuarbeiten, legte er 1964 auf Lebenszeit alle seine Adelstitel, gemäß dem im Jahr zuvor verabschiedeten Peerage Act 1963, ab. Anschließend trat er, erfolglos, als Kandidat der Konservativen Partei im Wahlkreis Accrington bei den Parlamentswahl 1964 an.

### Anti-europäischer Politiker
Im Wahlkampf trat er gegen die Meinungen der eigenen Partei hinsichtlich einer engeren Beziehung zur EG an. Montagu, ein glühender Imperialist, verabscheute den Gemeinsamen Europäischen Markt. Er erklärte sofort seinen Widerstand gegen diese politischen Richtung seiner Partei. Loyal Konservative nannte ihn einen Verräter an der Partei. Angus Maude sagte über ihn: Ich habe Lord Sandwich lange genug gekannt, um nicht stark überrascht zu sein, von allem was er tut. Der dem gemeinsamen Markt in Europa freundlich gesinnte Harold Macmillan (der gerade sein Schwager geworden war) stufte ihn mit den Worten ein: Er gehört zu der kleinen Gruppe von Menschen, die mich wirklich hassen.

Obwohl er kein Abgeordneter mehr war, war Montagu von 1962 bis 1984 Präsident der europafeindlichen Anti-Common Market League. Er trat außerdem 1964 in den Conservative Monday Club ein und verfasste im Jahr 1970 das Buch The Conservative Dilemma. Eine erneute Kandidatur bei den Wahlen von 1970 wurde von der Partei – offiziell wurde sein Alter als Begründung genannt, seine Anti-EU-Meinung war aber wohl ausschlaggebend – nicht mehr unterstützt. Gegen den EG-Beitritt Großbritanniens 1973 erklärte er, er wolle sich nicht der Herrschaft von Fröschen und Hunnen unterwerfen, kämpfte er erfolglos.

## Familie

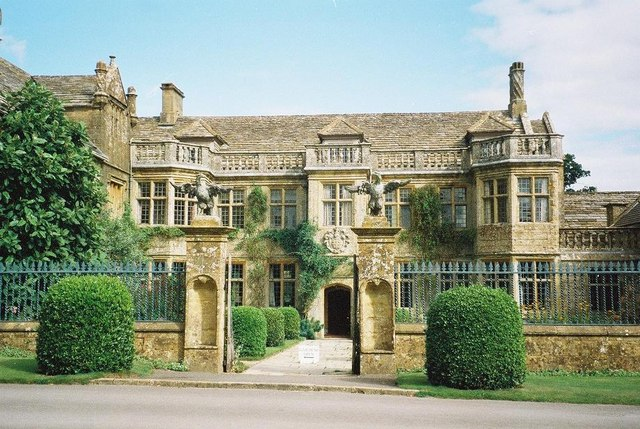
Mapperton House

Montagu heiratete am 27. Juli 1934 Rosemary Peto, eine Patentochter von Königin Maud von Norwegen und die einzige Tochter von Major Ralph Peto. Die Ehe wurde 1958 geschieden. Aus der Ehe gingen sieben Kinder hervor:
1. John Edward Hollister Montagu, 11. Earl of Sandwich (* 11. April 1943; † 1. Februar 2025)
2. (George Charles) Robert Montagu of Old Manor House, Evershot, Dorset (* 25. November 1949). heiratete 1970 Donna Marzia Brigante Colonna.
3. Lady Sarah Jane Helen Montagu (* 25. August 1935). Sie heiratete am 21. Juli 1959 (geschieden 1971) Alessandro Enrico Ballarin.
4. Lady (Elizabeth) Anne Montagu (* 8. Februar 1937). Sie heiratete am 8. Juli 1961 Torquil Patrick Alexander Norman (1933–2025), Sohn von Henry Nigel St. Valery Norman und Patricia Moyra Annesley.
5. Hon Henrietta Maria Montagu (* 14. Januar 1940)
6. Lady Katharine Montagu (* 22. Februar 1945), heiratete am 15. Juli 1965 Nicholas Victor Hunloke, einen Enkel von Victor Cavendish, 9. Duke of Devonshire durch seine Tochter Lady Anne Cavendish, ihre späteren Stiefmutter.
7. Lady Julia Frances Montagu (* 12. April 1947; † 19. Mai 1995), heiratete (1) am 20. Dezember 1972 (geschieden 1976) Martin Lee-Oakley  und (2) 1976 Peter Gerald Edward Booth, mit welchem sie Kinder hat.

In zweiter Ehe heiratete Montagu am 7. Juni 1962 Lady Anne Cavendish, die jüngste Tochter von Victor Cavendish, 9. Duke of Devonshire, 1945 geschieden von Henry Philip Hunloke (1906–1978) und Witwe von Christopher Holland-Martin († 1960). Die Ehe wurde 1965 annulliert.
Montagu lebte in Mapperton House in Dorset, dessen bedeutenden Garten er 1970 mit einer Orangerie erweiterte.

## Veröffentlichungen
- Full Speed Ahead!: Essays in Tory Reform, Simpkin Marshall Limited, 1941
- The Conservative Dilemma, The Monday Club, 1970

## Titulatur (Style)
- 1906–1916: Hon. Alexander Montagu
- 1916–1962: Alexander Montagu, Viscount Hinchingbrooke
- 1962–1964: Alexander Montagu, 10. Earl of Sandwich
- 1964–1995: Victor Montagu Esq.